# Sven Delblanc

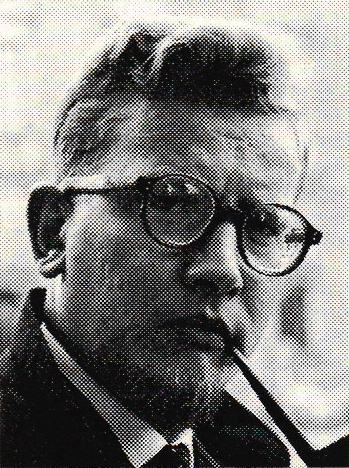
Sven Delblanc

Sven Delblanc (Swan River, 26 maggio 1931 – Sunnersta, 15 dicembre 1992) è stato uno scrittore svedese.

## Biografia
Nasce in Canada, dove i genitori erano emigrati. Delblanc però non rimane molto in America, ritorna infatti piccolissimo in Svezia nel 1935. 
Studia all'Università di Uppsala, dove ha poi insegnato per qualche anno storia della letteratura. Solo in un secondo momento si dedica interamente alla scrittura.
È autore di una trentina di romanzi nei quali realismo sociale e simbolismo trovano un punto d'incontro, descrivendo il forte retaggio protestante, l'emigrazione in Nord America e la progressiva scomparsa della vecchia società contadina in un grande affresco della Svezia dalla metà dell'Ottocento al secondo dopoguerra. 

## Riconoscimenti
Le sue opere sono tradotte in 18 lingue. Delblanc ha ottenuto vari riconoscimenti, sia in patria (tra cui il Premio Pilot) sia all'estero (tra cui il Nordisk råds litteraturpris).

## Le opere
| - Eremitkräftan (1962) - Prästkappan (1963) - Homunculus (1965) - Ära och minne (1965) - Nattresa (1967) - Åsnebrygga (1969) - Åminne (1970} - Zahak (1971) - Trampa vatten (1972) - Teatern brinner (1973) - Stenfågel (1973) - Primavera (1973) - Vinteride (1974) - Stadsporten (1976) - Grottmannen (1977) - Gunnar Emmanuel (1978) - Gröna vintern (1978) - Kära farmor (1979) | - Stormhatten: Tre Strindbergsstudier (1979) - Speranza (1980) (English: Speranza) - Samuels bok (1981) - Samuels döttrar (1982) - Senecas död (1982) - The Castrati: A Romantic Tale (1983) - Jerusalems natt (1983); La notte di Gerusalemme trad. it. 1988, Iperborea (ISBN 88-7091-000-8) - Kanaans land (1984) - Maria ensam (1985) - Fågelfrö (1986) - Moria land (1987) - Änkan (1988) - Damiens (1988) - Ifigenia (1990) - Livets ax (1991) - Slutord (1991) - Homerisk hemkomst: Två essäer om Iliaden och Odysséen (1992) - Agnar (1993) |